# Ural (Schiff, 1890)
Die Ural war ein 1890 für den Norddeutschen Lloyd (NDL) unter dem Namen Spree gebautes Passagierschiff. Sie wurde 1899 umgebaut und in Kaiserin Maria Theresia umbenannt, 1904 an Russland verkauft, zum Hilfskreuzer Ural (russ. Урал) umfunktioniert und am 27. Mai 1905 in der Seeschlacht bei Tsushima durch japanische Artillerie- und Torpedotreffer versenkt.

## Bau und technische Daten
Das Schiff wurde 1889, gemeinsam mit dem Schwesterschiff Havel, bei der AG Vulcan in Stettin bestellt. Die beiden Schiffe waren die letzten der insgesamt elf Einheiten umfassenden Flüsse-Klasse, waren aber etwa 2000 BRT größer als ihre in den Jahren 1881 bis 1887 gebauten älteren Schwestern, da sie mit einer wesentlich größeren und somit eine höhere Geschwindigkeit ermöglichenden Maschinenanlage ausgestattet waren.
Die Spree, aus Stahl gebaut, lief am 17. Mai 1890 mit der Baunummer 194 vom Stapel. Sie war 140,83 m lang und 15,11 m breit und war mit 6963 BRT vermessen. Sie hatte drei Masten und zwei Schornsteine. Ab 1899 mit zwei Fünf-Zylinder-Dreifach-Expansions-Dampfmaschinen ausgerüstet, die ihre Leistung auf zwei Schrauben abgaben, erreichte die Spree eine Geschwindigkeit von 20 Knoten. Ursprünglich war das Schiff als Ein-Schrauben-Dampfer mit einer Sechs-Zylinder-Maschine erbaut worden, erreichte damit aber nur eine Geschwindigkeit von 18 Knoten. Das waren zwei Knoten weniger als mit der Reederei bei Bestellung vereinbart.
Der Schnelldampfer hatte Platz für 244 Passagiere in der Ersten, 122 in der Zweiten und 460 in der Dritten Klasse.

## Geschichte

### SchnelldampferSpree
Am 11. Oktober 1890 startete die Spree von Bremen zu ihrer Jungfernfahrt über Southampton nach New York, wo sie am 21. Oktober ankam. Sie bediente danach sieben Jahre lang die Linie Bremen-New York, meist via Southampton, gelegentlich auch via Cherbourg. Dabei kam es im Laufe der Jahre zu mehreren besonderen Ereignissen.
- Am frühen Nachmittag des 18. Dezember 1891, vor der Küste von Nova Scotia etwa 1300 Seemeilen östlich von New York, entdeckte der Ausguck der Spree Rauch. Die Spree nahm sofort Kurs in diese Richtung und traf auf die brennende Abyssinia der Guion Line, auf der in einem Laderaum voller Baumwolle Feuer ausgebrochen war, das nicht mehr unter Kontrolle gebracht werden konnte. Die Spree ließ ihre Rettungsboote zu Wasser und um 16:15 Uhr waren alle 57 Passagiere und 88 Besatzungsmitglieder gerettet. Sie wurden am 22. Dezember 1891 in Southampton an Land gesetzt.
- Am 26. November 1892, auf einer Fahrt mit 750 Passagieren von Bremen nach New York, brach die Propellerwelle der Spree etwa 1000 Seemeilen von Queenstown (Irland) entfernt. Die zerbrochene Welle schlug ein Leck im Heck des Schiffes, und die Abteilung unter den achteren Kabinen lief voll Wasser,[1] was unter einigen Passagieren Panik auslöste; ein Mann sprang sogar über Bord und ertrank. Das Schiff trieb manövrierunfähig im Atlantik. Zu dem Zeitpunkt gab es noch keinen Seefunk. Nach zwei Tagen sichtete man die Lake Huron,[2] der Canada Steamship Company (bekannt als Beaver Line),[3] die die Spree in sechs Tagen nach Queenstown schleppte. Die Havarie wurde von dem exzentrischen Dichter William McGonagall in einem langen Gedicht verarbeitet.[4] Die Spree wurde in Milford Haven (Wales) repariert und kehrte 1893 in den Dienst zurück.
- Am 12. April 1894 kam die Spree in New York mit eingeschlagenem „Turtleback“[5] an, das ein schwerer Brecher im Sturm eingeschlagen hatte.
- Am 19. Dezember 1895 lief die Spree, obwohl unter dem Kommando eines Lotsen, morgens um 2.10 Uhr bei der Einfahrt in den Solent nach Southampton, an der Warden Ledge am Nordwestende der Isle of Wight gegenüber dem Hurst Castle auf Grund.[6] Nach Untersuchung im Trockendock in Southampton am 22. Dezember konnte sie einige Tage später nach Deutschland weiterfahren.
- Am 2. Juli 1897, auf der Fahrt von New York nach Bremen, brach erneut die Antriebswelle, und das Schiff trieb drei Tage lang 550 Seemeilen westlich von Irland, bis es von der Maine der Atlantic Transport Line entdeckt und nach Queenstown geschleppt wurde. Es kam dort am 9. Juli an und wurde danach nach Southampton geschleppt (Ankunft am 16. Juli) und dort repariert.

Als Passagierschiff haben sich auch Reiseberichte erhalten. So wird die Spree in einem Kapitel der Reisebriefe von Gustav Freiherr von Berg von 1893 weiter erwähnt.

### SchnelldampferKaiserin Maria Theresia

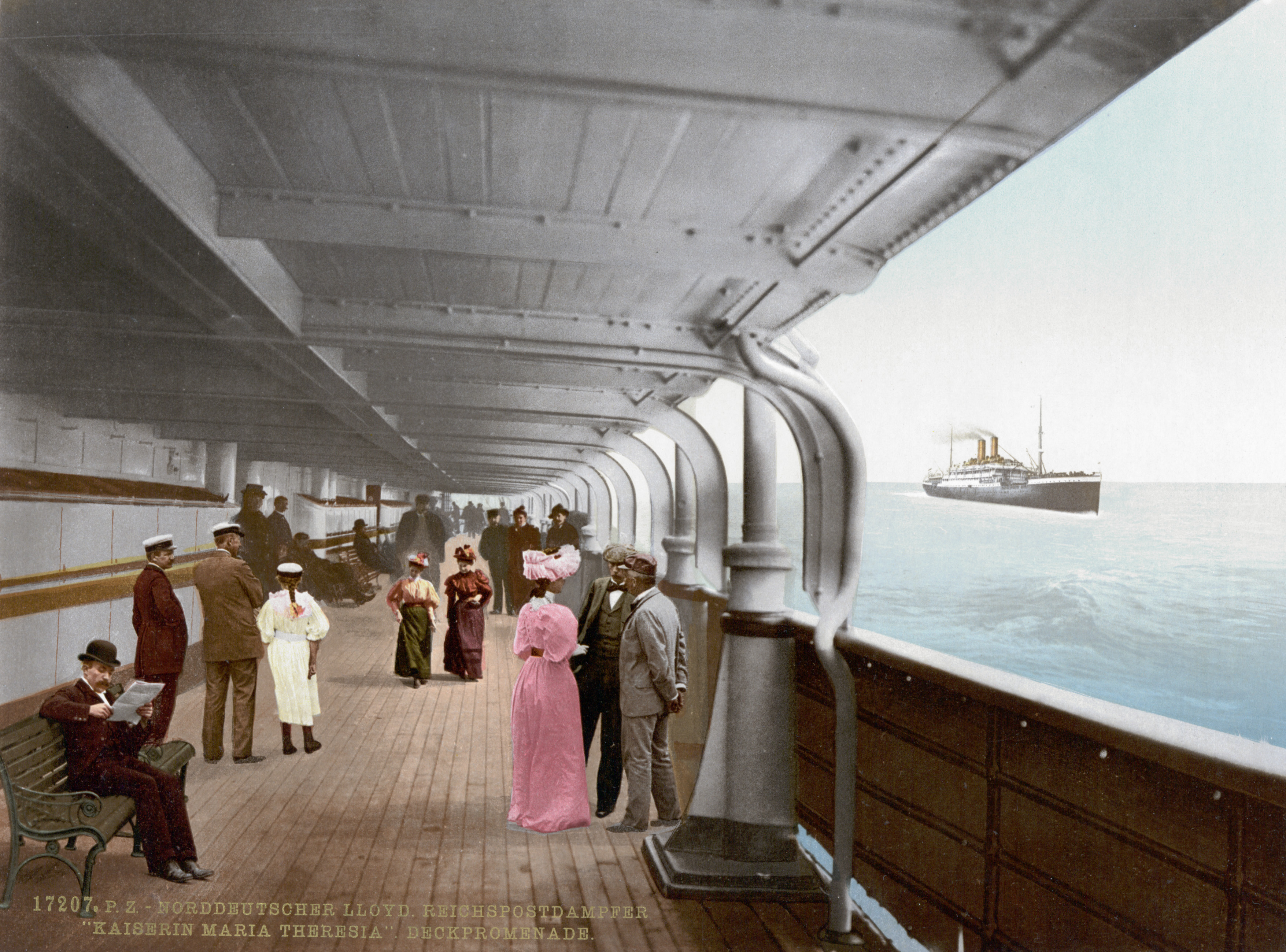
Colorierte Postkartenansicht des Promenadendecks der Kaiserin Maria Theresia

Am 16. November 1897 lief sie zum letzten Mal als Spree von Bremen nach New York aus, und am 30. November trat sie die letzte Rückfahrt nach Southampton und Bremen unter ihrem alten Namen an. Danach wurde sie nach Stettin verlegt, wo sie in ihrer Bauwerft AG Vulcan komplett überholt und zum Zweischraubenschiff umgebaut wurde. Sie wurde auf 160,3 m Länge und 7840 BRT vergrößert und mit zusätzlichen Kesseln sowie nunmehr zwei Vierfach-Expansions-Dampfmaschinen und zwei Propellern ausgestattet, die eine höhere Geschwindigkeit von nun 20 Knoten ermöglichten. Die Anzahl der Masten wurde auf zwei verringert, und stattdessen erhielt sie einen dritten Schornstein. Die Passagierkapazität betrug nach dem Umbau 405 in der Ersten, 114 in der Zweiten und 387 in der Dritten Klasse. Zur erneuten Indienststellung erhielt das Schiff den neuen Namen Kaiserin Maria Theresia.
Im Juni 1899 waren die Arbeiten abgeschlossen, aber bei einer Probefahrt lief das Schiff in der Ostsee auf Grund und zwei Schlepper sowie zwei deutsche Kriegsschiffe, die Küstenpanzerschiffe Ägir und Odin, waren nötig, um sie wieder flottzumachen. Auf dem Weg zurück nach Stettin geriet sie erneut auf Grund, und diesmal wurden fünf Schlepper und ein Eisbrecher eingesetzt, um sie freizuschleppen. Die Kaiserin Maria Theresia wurde so schwer beschädigt, dass sie mit geringer Geschwindigkeit zur Werft zurücklaufen und erneut instand gesetzt werden musste. Erst im März 1900 konnte das Schiff wieder eingesetzt werden.
Am 13. März 1900 fuhr sie zum ersten Mal nach der Reparatur von Bremen via Southampton nach New York, wo sie am 22. März anlegte. Insgesamt absolvierte sie 29 Rundreisen als Kaiserin Maria Theresia – darunter auch sieben Mittelmeer-New-York-Fahrten. Ihre letzte Nordatlantiküberquerung von Bremen nach New York begann am 26. September 1903.
Ab 1904 wurden fünf Vergnügungsfahrten angeboten, mit Veranstaltung der Landausflüge und Besichtigungen an den Hafenorten durch Carl Stangen's Reise Bureau, Berlin W., Friedrichstraße 72.
1. Fahrt 24. Januar 1904 Bremen - Southampton - Cherbourg - Lissabon - Madeira - Teneriffa - Gean Canaria - Tanger - Gibraltar - Malaga (Granada) - Algier - Tunis -Paletmo - Neapel - Ende Genua 22. Februar 1904
2. Fahrt 26. Februar 1904 Genua - Bastia - Ajaccio - Neapel - Palermo - Malta - Alexandrien - Cairo - Alexandrien - Jaffa -Jerusalem - Jericho - Jordan - Totes Meer - (Haifa - Nazareth - See Genezareth) oder (Beirut - Damaskus) oder (Beirut - Baalbeck),- Rhodos - Smyrna - Constantinopel - Athen - Brindisi - Ende Venedig 3. April 1904
3. Fahrt 8. April 1904 Venedig - Corfu - Neapel - Ajaccio - Bastia - Genua - Villa Franca - Nizza - Monte Carlo - Barcelona - Malaga (Granada) - Gibraltar - Lissabon - San Sebastian (Biarritz) - Cherbourg - Southampton - Ende Bremen 7. Mai 1904
4. Fahrt 4. Juli 1904 Kiel (nach Spitzbergen) Ende 29. Juli 1904
5. Fahrt 2. August 1904 Bremen (nach Spitzbergen) Ende Bremen 27. August 1904

### HilfskreuzerUral
Im März 1904 – im Februar hatte mit dem japanischen Angriff auf Port Arthur der Russisch-Japanische Krieg begonnen – begann die russische Marineleitung, die schnelle Hilfsschiffe benötigte, über Mittelsleute Verhandlungen mit dem NDL hinsichtlich des Kaufs der Kaiserin Maria Theresia. (Russland erwarb aus Deutschland auch die Auguste Victoria, die Columbia und die Fürst Bismarck der HAPAG.) Aus Tarnungsgründen hieß es, das Schiff werde von der Russischen Freiwilligen Flotte erworben. Der Kaufpreis betrug 2,5 Millionen Rubel, und am 6. April 1904 begannen Probefahrten für die zukünftigen Eigner. Dabei erreichte das Schiff eine durchschnittliche Maschinenleistung von 18.110 PSi und eine Geschwindigkeit von 20,35 Knoten; die Höchstleistung betrug 19.328 PSi und 22 Knoten. Die Bunkerkapazität von 2760 Tonnen Kohle konnte durch Zuladung in nicht benötigte Zwischendeckskabinen soweit gesteigert werden, dass bei einer Marschgeschwindigkeit von 13 Knoten bis zu 10.300 Seemeilen gefahren werden konnten, ohne neu bunkern zu müssen.
Am 21. April 1904 verlegte das Schiff zur Übergabe nach Libau, und am 24. April begann dort der Umbau zum Hilfskreuzer. Die Bewaffnung bestand aus zwei 12,0-cm-L/45-Canet-Geschützen, vier 7,6-cm-L/40-Geschützen von Armstrong-Elswick, acht 5,7-cm-Hotchkiss-Geschützen und zwei Maschinengewehren. Die Bunkerkapazität wurde auf 4260 Tonnen Kohle erhöht, und ein Telegraf und zwei Gefechtsscheinwerfer wurden installiert. Die Besatzung des Hilfskreuzers bestand aus 19 Offizieren und 491 Mann. Nach seiner Fertigstellung wurde das Schiff unter dem Namen Ural (Урал) als Kreuzer 2. Klasse in die Flottenliste eingetragen.
Der erste Einsatz führte die Ural, gemeinsam mit dem Hilfskreuzer Don, der ehemaligen Fürst Bismarck, im Juli 1904 nördlich um die Shetlandinseln in den Atlantik, um vor der Nordwestküste von Afrika, den Kapverden, der Straße von Gibraltar und der Atlantikküste Spaniens und Portugals für Japan bestimmte Konterbande aufzuspüren und aufzubringen. Die beiden Kreuzer trennten sich am 8. August auf der Höhe von Lissabon und die Ural lief in Richtung Kap Finisterre. Am 17. August, ohne am vereinbarten Treffpunkt auf die Don zu warten, ging die Ural nach Vigo. Dort nahm sie am Morgen des 20. August einen funktionierenden Gleichstromgenerator und 1200 Tonnen Kohle an Bord und erhielt über den russischen Agenten vor Ort den Befehl vom Marineministerium, sofort nach Libau zurückzukehren. Am 25. August war die Ural wieder in Libau. Während ihrer Fahrt hatte sie 6568 Seemeilen zurückgelegt, 3480 Tonnen Kohle verfeuert und 12 Schiffe inspiziert.
In Libau wurde die Ural darauf vorbereitet, in den Fernen Osten zu verlegen. Das beinhaltete insbesondere den Einbau einer besonders leistungsstarken Funkstation, mittels der während der Reise Funkverbindung mit Wladiwostok gehalten werden konnte. Als die in Zweites Pazifisches Geschwader umbenannte russische Ostseeflotte am 28. Oktober unter Admiral Sinowi Petrowitsch Roschestwenski nach Wladiwostok aufbrach, war die Ural dabei, musste aber schon am folgenden Tag, nach nur 210 Seemeilen Fahrt, erst einmal vor Anker gehen, um ihre ausgefallene Steueranlage zu reparieren und dann dem Geschwader nachzueilen.
Am 7. Dezember erreichte die Ural Dakar, wo 1811 t Kohlen gebunkert wurden. Am 9. erhielt sie Order, den deutschen Frachtdampfer Sambas abzufangen, der mit 236 Feldgeschützen und 93 Gebirgsgeschützen für die japanische Armee unterwegs war. Sie marschierte daraufhin in das Seegebiet der Kapverden, konnte die Sambas jedoch bis zum 20. Dezember nicht aufspüren, und dampfte dann dem Geschwader in Richtung Kap der Guten Hoffnung hinterher. Am 10. Januar kam sie in Nosy Be (Madagaskar) an, wo Roschestwenskis Flotte wegen dringender Reparaturen mehr als zwei Monate unfreiwilligen Aufenthalt einlegen musste und erst am 16. März Anker lichtete. Das Schiff wurde der Aufklärungsdivision zugeteilt.

Ablauf der Kampfhandlungen am 27. Mai 1905

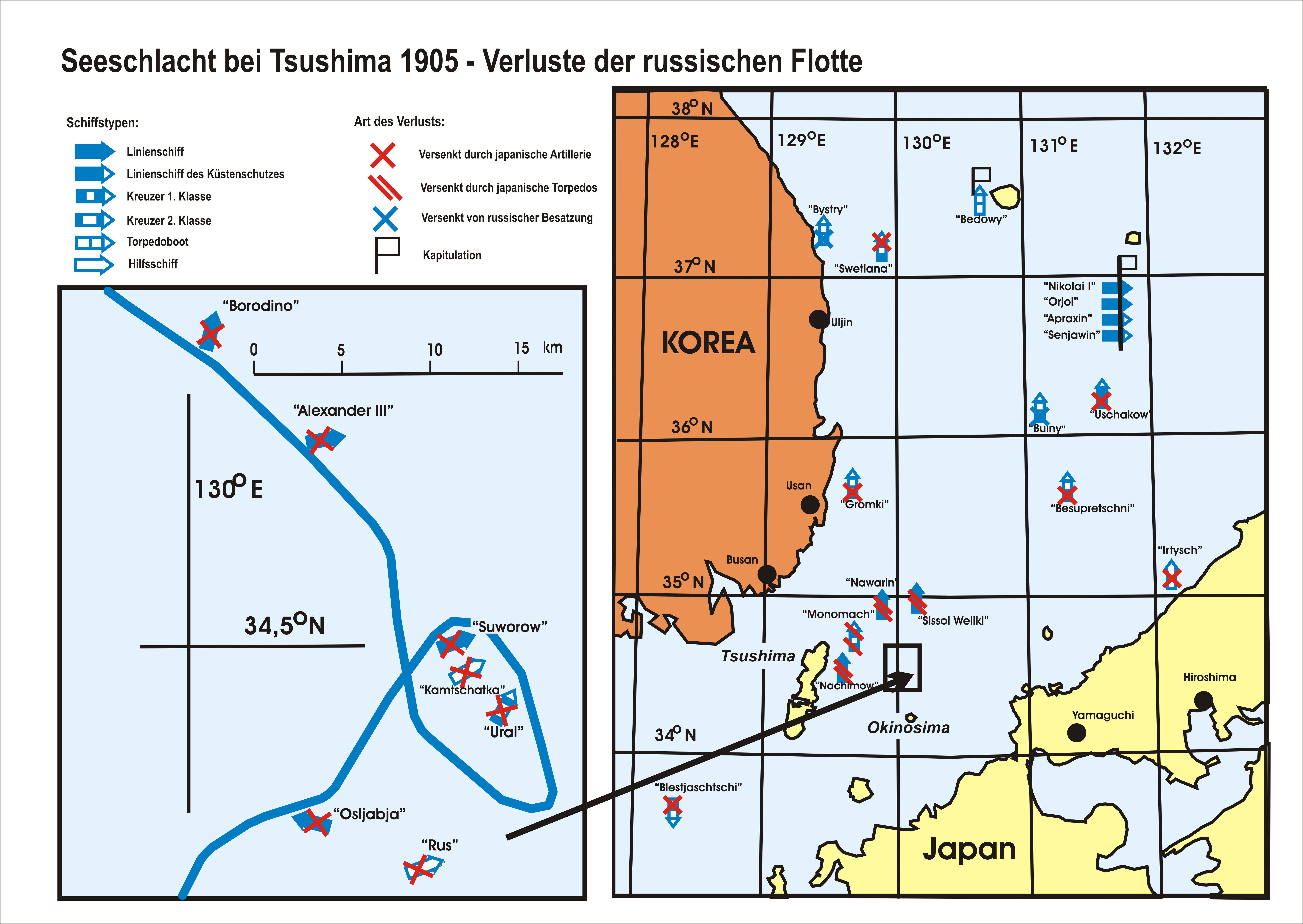
Karte der russischen Schiffsverluste bei Tsushima

Mehr als zwei Monate später, am 27. Mai 1905, nahm die Ural mit Roschestwenskis Geschwader an der Seeschlacht bei Tsushima teil. Die drei Schiffe der Aufklärungsabteilung erhielten am Morgen vor der Schlacht Befehl, an das Ende der Formation hinter die Trossschiffe zu verlegen, um die Transporter und Spezialschiffe zu schützen. Die Ural bezog Stellung hinter der Swetlana und vor der Almas, den beiden leichten Kreuzern.
Die große und ungepanzerte Ural bot ein leichtes Ziel. Sie erhielt mehrere Treffer, darunter einen um 15.35 Uhr unter der Wasserlinie am Bug auf der Backbordseite. Die vorderen Abteilungen liefen schnell voll, und das Schiff scherte nach Backbord aus. Ein weiterer Granattreffer zerstörte die Ruderanlage, so dass nur noch mit den Schrauben gesteuert werden und ihre Position nicht mehr gehalten werden konnte. Versuche, das Leck zu dichten, waren erfolglos, und als ein weiterer Treffer mittschiffs an Steuerbord unterhalb der Wasserlinie einschlug, befahl der Kommandant das Verlassen des Schiffs. Der Zerstörer Grosny (Грозный) reagierte auf den Hilferuf der Ural und nahm um etwa 17.00 Uhr die letzten noch auf dem Schiff befindlichen neun Mann an Bord. Die übrige Besatzung war bereits in den Booten und wurde größtenteils von anderen russischen Schiffen aufgenommen: 337 Mann von dem Transporter Anadyr (Анадырь), 96 von dem Schlepper Swir (Свирь), der sie am nächsten Morgen an den Transporter Jaroslawl übergab. 57 Mann gelangten mit ihren Booten an die japanische Küste und wurden gefangen genommen. 22 Mann verloren während des Gefechts ihr Leben.
Um 17.40 Uhr trieb die Ural neben der 1. Division der japanischen Flotte. Nicht wissend, dass das Schiff von seiner Besatzung verlassen war, feuerten die Japaner mit ihrer schweren Artillerie auf den Hilfskreuzer, und um 17.40 Uhr wurde die noch immer schwimmende Ural durch einen Torpedotreffer östlich von Tsushima und nördlich der Insel Iki no shima bei etwa 34° 27′ 0″ N, 130° 6′ 0″ O versenkt.